# Eugnosta polymacula
Eugnosta polymacula es una especie de polilla de la tribu Cochylini, familia Tortricidae.
Fue descrita científicamente por Razowski & Becker en 2002.
Su envergadura es de 24 mm.

## Distribución
Se encuentra en Brasil (Río de Janeiro).